# Suchowo (województwo zachodniopomorskie)
Suchowo (niem. Zuchow) – wieś sołecka w Polsce położona w województwie zachodniopomorskim, w powiecie drawskim, w gminie Kalisz Pomorski. W latach 1975–1998 miejscowość administracyjnie należała do województwa koszalińskiego. W roku 2007 wieś liczyła 309 mieszkańców.
Wsie wchodzące w skład sołectwa: Borowo, Jasnopole.

## Geografia
Wieś leży ok. 6 km na północny zachód od Kalisza Pomorskiego, ok. 3 km na północ od drogi krajowej nr 10.

## Historia
Wieś średniowieczna, znana od 1337 roku. W 1519 roku Zuche było w posiadaniu rodu von Güntersberg. W 1565 roku wspomniano tutaj rodzinę von Zadow, później ponownie von Güntersbergów. W 1748 r. zamieszkiwali we wsi: zagrodnicy, nauczyciel, owczarz, kowal wiejski, karczmarz, żołnierz, ogrodnik i chłopi. W 1855 roku majątek należał do rodziny von Klitzing. W 1939 roku w miejscowości wspomniano 324 mieszkańców.

## Zabytki
- kościół filialny z 1861 r. pw. Zmartwychwstania Pańskiego, rzymskokatolicki należący do parafii pw. Matki Bożej Królowej Polski w Kaliszu Pomorskim, dekanatu Mirosławiec, diecezji koszalińsko-kołobrzeskiej, metropolii szczecińsko-kamieńskiej. We wnętrzu ołtarz barokowy z 1700 roku. Na kazalnicy znajdowały się herby von Güntersbergów i von Wedlów. Z innych sprzętów liturgicznych wspomina się o parze cynowych lichtarzy ołtarzowych o wysokości 47 cm ze stemplami rzemieślnika z miasta Recza. Dzwon z 1527 roku miał gotycki ornament z datą. Drugi dzwon pochodzi z 1569 roku wykonany przez stargardzkiego ludwisarza Josta van Westena[4]. Był też grobowiec Elizy baronowej von der Goltz[5].

## Kultura i sport
We wsi znajduje się świetlica wiejska oraz plac zabaw.